# Ludovicus Tubero
Ludovicus Tubero, tulajdonképpen Cervario Ludovico Tuberone. Teljes nevén Ludovicus Cerva Tubero horvátul Ludovik Crijević Tuberon (Raguza, 1459. k . – Višnjica, 1527. k.) dalmát nemzetiségű latinul író 16. századi történetíró. A neve előfordul Ludovico Tubero, Cervinus, Cervio, Cervarius, Cerva, Cerva Ludovico alakban is.

## Életpályája
A Raguzai Köztársaságban született és Párizsban tanult filozófiát, teológiát és matematikát. 25 éves korában belépett a bencések sorába és tanulmányozni kezdte az ókori római történetírók munkásságát. Húsz éven át a višnjicai (Meleda-szigeti) Szt. Jakab (San Giacomo) kolostor apátja volt.
Első munkája a Commentaria temporum suorum (1492-1522) volt, melyet 1603-ban adtak ki, de 1724-ben indexre tették. Jelentős forrás a 
korabeli magyar és dalmát történelemre vonatkozóan. Érdekes megfigyeléseket 
tartalmaz Magyarországról és társadalmi problémáiról. Feldolgozza Magyarország történetét Mátyás király halálától egészen X. Leó pápa haláláig, valamint a Jagellók korát. Stílusa erősen hasonlít Tacituséhoz és Sallustiuséhoz, valamint elemzi Magyarország és a Török Birodalom helyzetét szociális, társadalmi és más szemszögből. Másik munkája a török hatalmat ismertette.

## Művei

### Latinul
- De Turcarum origine, moribus et rebus gesis commentarius. Florentiae, 1590
- Commentarii de rebus... suo tempore gestis. (Kiadta, J. G. Schwandtner: Scriptores rerum Hungaricarum. II. Bécs, 1766-1768)

### Magyarul
- Ludovicus Tubero: Kortörténeti feljegyzések. Magyarország[8]/ ford., bev., jegyz. Blazovich László, Sz. Galántai Erzsébet. Szeged : Szegedi Középkorász Műhely, 1994. 403 p. (Ser. Szegedi középkortörténeti könyvtár 1216-3120)  helytelen ISBN kód: 963-04-2956-4

## Külső hivatkozás
- Ludovik Crijević Tuberon
- Vajda György: Tubero Lajos történetíró; Löblovitz Ny., Bp., 1909
- Szőke Ilona: Ludovicus Cervarius Tubero emlékiratainak művelődéstörténeti adatai; Hornyánszky Ny., Bp., 1912 (Művelődéstörténeti értekezések)